# بريدجيت بيكر
بريدجيت بيكر (بالإنجليزية: Bridget Becker)‏ هي لاعبة كرلنغ نيوزيلندية، ولدت في 1981 في Ranfurly, New Zealand ‏ في نيوزيلندا.

## وصلات خارجية
- بريدجيت بيكر على موقع الاتحاد الدولي للكرلنغ (الإنجليزية)